# علیرضا کهوری
 علیرضا کهوری  کمک داور بین المللی ایرانی فوتبال ایران است.

## زندگی‌نامه
علیرضا کهوری در ۱۵ اردیبهشت ۱۳۴۷ در جیرفت به دنیا آمد.

وی از سال ۱۳۶۴ رسما به جرگه‌ی داوران کشور پیوست و از سال ۱۳۸۴ نیز در لیگ برتر ایران پرچم زد. او از سال ۲۰۰۶ در لیست رسمی داوران فیفا قرار گرفت تا قضاوت بازی‌های بین المللی نیز به وی سپرده شود.

 کهوری  تنها داور بین‌المللی  استان کرمان محسوب می‌شود که سابقه‌ی قضاوت بازی‌های ملی و جام باشگاه‌های آسیا را در پرونده دارد. او که بیش از دویست بازی در لیگ برتر را پرچم زده است، سابقه‌ی زدن پرچم در دربی تهران را هم دارد تا به نوعی شاخص‌ترین چهره‌ی داوری کرمان در همه‌ی سال‌های اخیر باشد.